# Ribbyberg

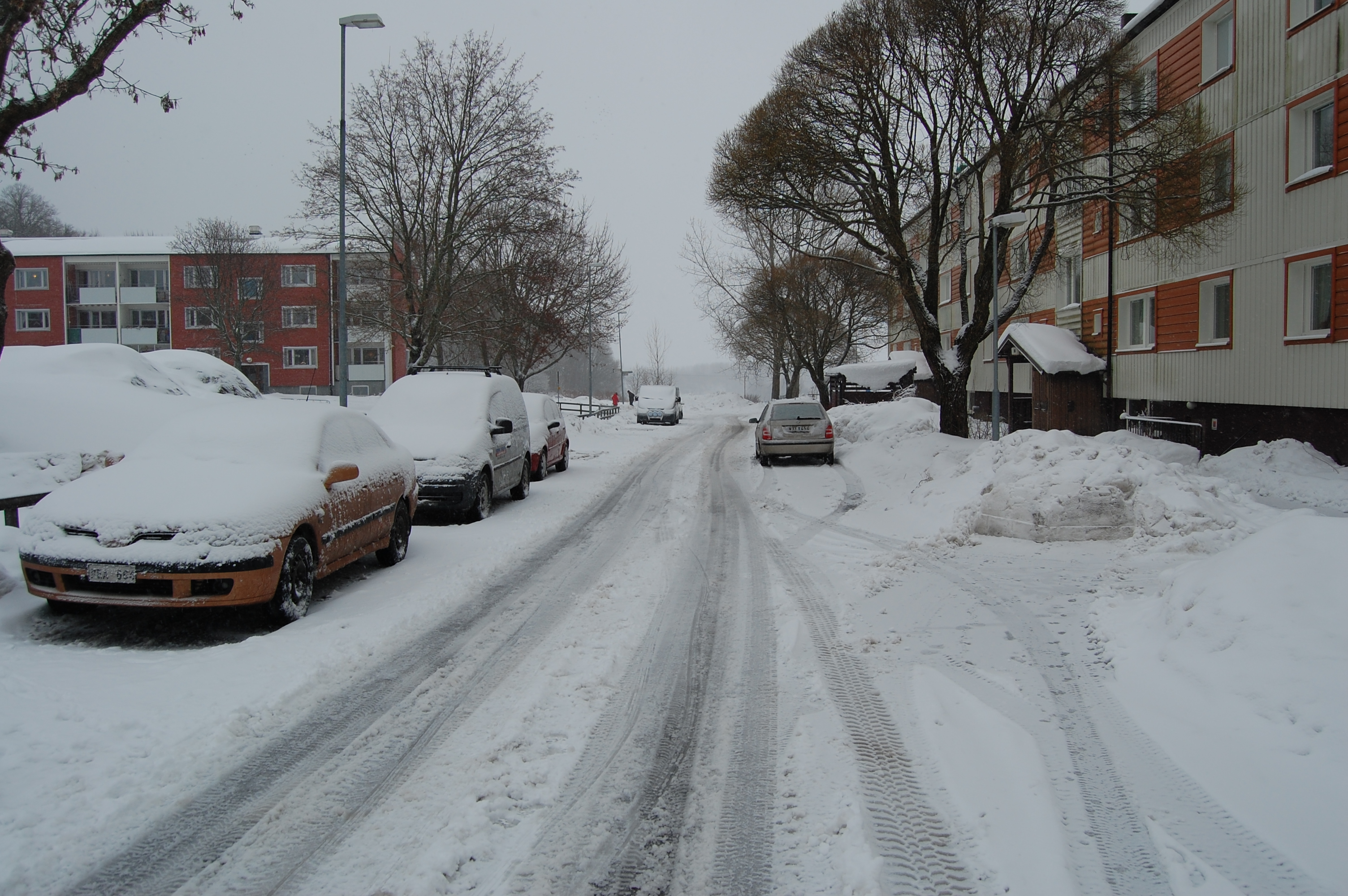
Åkervägen.

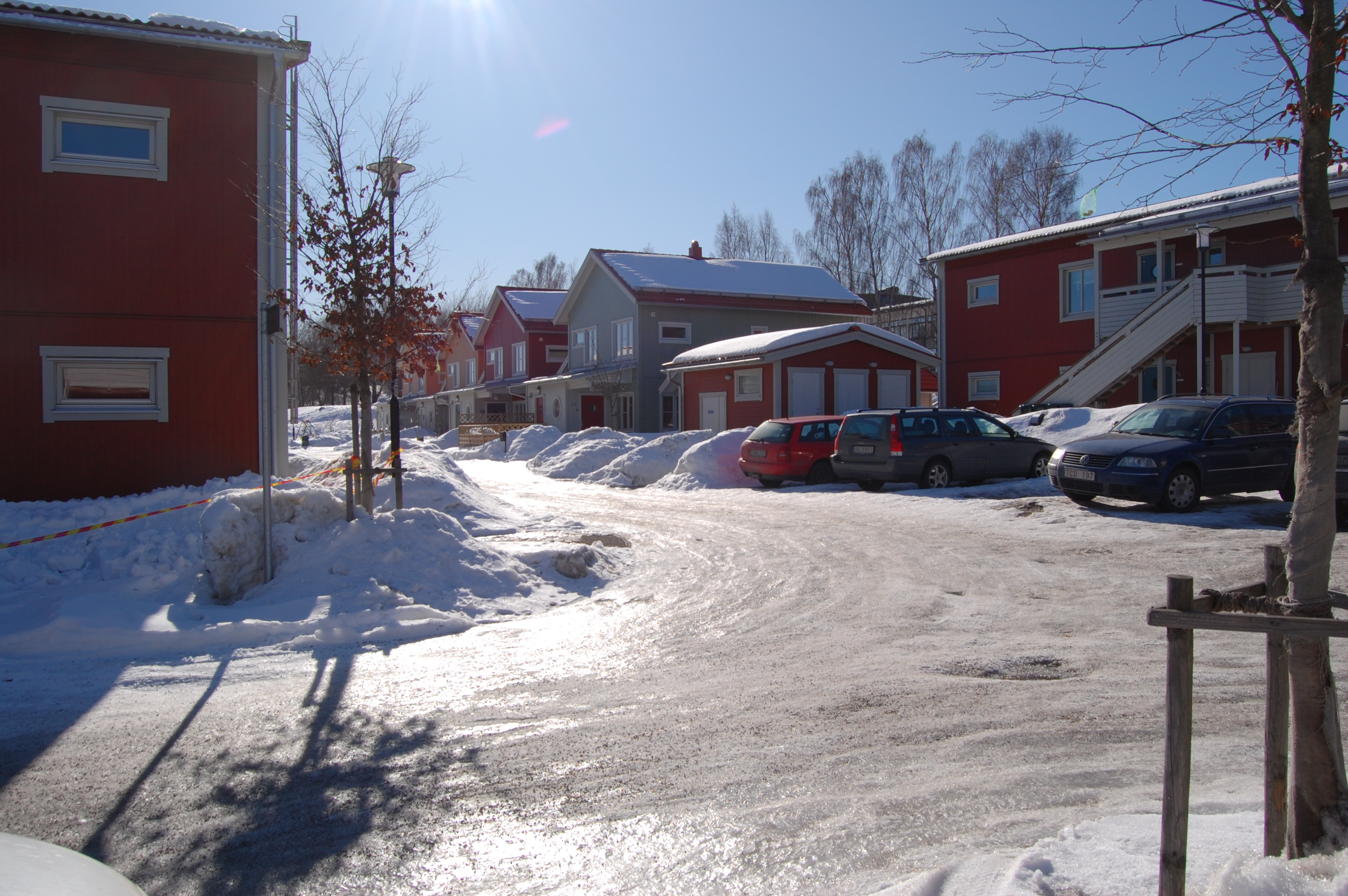
Ribby allé.

Ribbyberg är en tätortsdel i Västerhaninge i Haninge kommun. Ribbyberg är den sydöstra delen av Västerhaninge, som innefattar delarna Ribby, Ribbylund, Ribby Ängar och Skarplöt.
Ribbyberg har en folkmängd på 4392 personer (2005).
Ribby har ett eget litet centrum med en frisersalong, Coop-butik och krog. 
Ribbybergsskolan, lågstadium och mellanstadium (åk 1-6), och Ribbyskolan, högstadium (åk 7-9) är de två skolorna i området. Intill Ribbyskolan finns Ribbyhallen som används i större sportevenemang som exempelvis handboll.
Området trafikeras av ett antal busslinjer mot Årsta Havsbad, Ösmo och Västerhaninge station.
Intill området Ribbyberg finns även Blåkulla ridskola som ligger längst ut på Blåkullavägen. 

## Större gator i området
- Gamla Nynäsvägen
- Huggarvägen
- Plöjarvägen
- Solhemsvägen
- Åkervägen
- Gränsvägen
- Ribby allé